# الحديقة الوطنية جبل زغدود
الحديقة الوطنية بجبل زغدود هي حديقة وطنية تونسية أنشئت سنة 2010.

تقع هذه الحديقة في معتمدية الوسلاتية من ولاية القيروان، وهي تمسح 1792 هكتارا.
تعتبر أشجار الخروب أبرز مكوّنات الغطاء النباتي لهذه الحديقة.